# Zovuni
Zovuni (in armeno Զովունի?, fino al 1972 Amo) è un comune dell'Armenia di 5 496 abitanti (2011) della provincia di Kotayk'.